# Mauá Futebol Clube
O Mauá Futebol Clube é um clube brasileiro de futebol da cidade de Mauá, região metropolitana do estado de São Paulo. Foi fundado em 23 de outubro de 2017 e suas cores são amarelo e preto. Atualmente, o Mauá disputa a Segunda Divisão do Campeonato Paulista, equivalente ao quinto e último nível do futebol estadual.

## História
O clube foi fundado em 23 de outubro de 2017. Fez sua estreia profissional na Segunda Divisão do Campeonato Paulista em 2018.
O primeiro confronto oficial da equipe profissional, ocorreu em 08 de abril de 2018, um empate de 0 a 0 diante do Barcelona de Capela.
Com o bom desempenho na primeira fase, o Mauá FC conseguiu se classificar para a 2ª fase do campeonato em seu primeiro ano de disputa, fato muito significante e marcante para o clube, que ficou com a segunda colocação do grupo 5.
Em 2018, não conseguiu passar para a 3ª fase do campeonato e acabou ficando entre os 16 melhores clubes do estado na divisão disputada.

## Torcida
A primeira torcida organizada do Mauá Futebol Clube foi a Todas as Kebradas, fundada em 2018.

## Mascote
O mascote do Mauá FC é um índio, pois quando foi fundado o clube, o vice presidente justificou a escolha dizendo: "Todo mundo sempre diz que Mauá é cidade de índio. Abraçamos a ideia."

## Rivalidades
Possui como maior rival o Grêmio Mauaense.
No primeiro ano de história o Mauá FC ganhou os dois clássicos contra o Grêmio Mauaense e os dois jogos tiveram o placar de 2 a 0. No primeiro jogo os gols foram marcados por Bruno Beiço e Vinicius Ribeiro Machado. Já no segundo jogo, os gols foram marcados por Ronaldo Dourado, que teve a felicidade de fazer o gol contra o seu ex clube, e por Vinicius outra vez. 

## Estatísticas

### Participações
| Aumento | Promovido à divisão superior  |
| Baixa   | Rebaixado à divisão inferior  |
| Inativo | Licenciamento no ano seguinte |

|  | Participações em 2025 |

| Competição | Competição      | Temporadas | Melhor campanha    | Anos      | A | R |
| São Paulo  | Série A4        | 6          | 5º colocado (2020) | 2018-2023 | – | 1 |
| São Paulo  | Segunda Divisão | 2          | 3º colocado (2025) | 2024-2025 | – |   |

### Temporadas
Legenda:
| Campeão Vice-campeão Eliminado nas semifinais | Campeão e promovido à divisão superior Vice-campeão e/ou promovido à divisão superior Rebaixado à divisão inferior | Classificado à fase de grupos da Copa Libertadores Classificado à fase preliminar da Copa Libertadores Classificado à Copa Sul-Americana |